# Hemiphyllodactylus zayuensis
Hemiphyllodactylus zayuensis — вид ящірок з родини геконових (Gekkonidae). Відкритий у 2020 році.

## Назва
Видова назва zayuensis вказує на типове місцезнаходження.

## Поширення
Ендемік Тибету. Поширений у повіті Цзаю.

## Опис
Тіло самців становить приблизно 43–44 мм завдовжки, а самиць — 43–46 мм.